# Gerhard Pechner
Gerhard Pechner (* 15. April 1903 in Berlin; † 21. Oktober 1969 in New York City) war ein deutscher Opernsänger (Bass, Bariton).

## Leben
Gerhard Pechner studierte Gesang in Berlin (an der Hochschule für Musik) und Mailand und hatte ein erstes Engagement an Berliner Volksoper. 1925 ging er an die Städtische Oper Berlin, wo er unter Bruno Walter, Richard Strauss und Fritz Busch große Erfolge feierte. Die Presse lobte neben seiner Stimme seine Wandlungsfähigkeit und Darstellungskraft. Nachdem 1933 die Nationalsozialisten an die Macht gekommen waren, wurde Pechner als Jude entlassen. Er konnte nur noch bei Veranstaltungen des Jüdischen Kulturbundes auftreten.
1939 emigrierte der Sänger in die USA, wo er nach einem Engagement an der San Francisco Opera im Jahr 1941 an die Metropolitan Opera in New York wechselte. Hier sang er in 25 Spielzeiten in 33 Partien und in mehr als 500 Aufführungen. Viele dieser Produktionen wurden seinerzeit auf Schallplatten aufgenommen und später auch als CD veröffentlicht. Unter anderem sang Pechner unter Fritz Reiner und Dimitri Mitropoulos jeweils in der Salome von Richard Strauss, unter Fritz Stiedry im Ring des Nibelungen von Richard Wagner und unter Kurt Adler in Tosca von Giacomo Puccini.
Zusätzlich zu seinem Engagement bei der Oper war Pechner auch ein gefragter Liederinterpret. Aber er hatte auch keine Scheu vor der leichten Muse. Neben Auftritten als Buffo in Operetten spielte Pechner in seiner Berliner Zeit auch in einem Film mit – Wer wird denn weinen, wenn man auseinandergeht (1929) und veröffentlichte Platten mit populären Liedern („Küssen ist keine Sünd‘“, „Hobellied“). 1930 sang er, begleitet von der Kapelle [Hermann] Rohrbeck, das Chanson vom „Nachtgespenst“ aus der Rudolph Nelson-Revue Der rote Faden für Electrola.
Während des Zweiten Weltkrieges nahm er in den USA eine (deutschsprachige) Version des Liedes Lili Marleen (in den USA bekannt als Lili Marlene) von Hans Leip und Norbert Schultze auf.
Anlässlich einer Aufführung der Oper Von heute auf morgen op. 32 von Arnold Schönberg bei der Funk-Stunde Berlin im März 1930 übernahm Pechner die Rolle des Ehemannes.

## Diskografie (Auswahl)
- Arnold Schönberg: Von heute auf morgen op. 32, unter der Leitung des Komponisten. Sonderpressung der Funk-Stunde Berlin 1930.
- Giuseppe Verdi: La forza del destino (Fra Melitone) unter Fritz Stiedry, Aufnahme von 1954 (CD, 2010)
- Richard Wagner: Die Meistersinger von Nürnberg (Sixtus Beckmesser) unter Fritz Reiner, Aufnahme von 1953 (CD, 2009)
- San Francisco Opera Gems, Vol.1 (CD, 2005)
- Giuseppe Verdi: La forza del destino (Fra Melitone) unter Walter Herbert, Aufnahme von 1953 (CD, 2005)
- Richard Wagner: Der Ring des Nibelungen, mit Pechner in: Götterdämmerung und Siegfried (jeweils Alberich) unter Fritz Stiedry, Aufnahme von 1951 (CD, 2004)
- Gioachino Rossini: Il barbiere di Siviglia (Bartolo) unter Renato Cellini, Aufnahme von 1949 (CD, 2001)
- Giuseppe Verdi: Macbeth (Médico) unter Erich Leinsdorf, Aufnahme von 1959 (CD, 1999)
- Kurt Weill/Paul Hindemith: Der Lindberghflug / The Ballad Of Magna Carta unter Jan Latham-König und Hermann Scherchen, Aufnahmen von 1987 und 1930 (CD, 1995)
- Gerhard Pechner Bass-Baritone, 10 Arien und Lieder (USA, LP 1954, Allegro 1558)
- Gerhard Pechner with Leo Kempinski and his Continental-Orchestra: Lili Marlene, Schellackplatte (USA, ca. 1941, Columbia 5356F)
- Gerhard Pechner mit Orchester: Küssen ist keine Sünd / Hobellied (Da streiten sich die Leut herum), Schellackplatte (Deutschland, um 1930, Columbia MZ 662)